# Juho Talvitie
Juho Jaakko Talvitie (Tampere, 25 marzo 2005) è un calciatore finlandese, attaccante dell'Heracles Almelo, in prestito dal Lommel, e della nazionale finlandese.

## Carriera

### Club
Cresciuto nelle giovanili dell'Ilves, nel 2021 è stato acquistato dal Lommel, con cui ha debuttato il 15 settembre nell'incontro di Coppa del Belgio vinto 4-2 contro il Diegem Sport.
Il 19 luglio 2024 è stato ceduto in prestito con diritto di riscatto dall'Heracles Almelo, in Eredivisie.

### Nazionale
Ha giocato nelle nazionali giovanili finlandesi Under-15, Under-17, Under-18, Under-19 ed Under-21.
Ha debuttato con la nazionale finlandese il 4 giugno 2024 nell'amichevole persa 4-2 contro il Portogallo.

## Statistiche

### Presenze e reti nei club
Statistiche aggiornate al 1º settembre 2024.
| Stagione        | Squadra         | Campionato      | Campionato | Campionato | Coppe nazionali | Coppe nazionali | Coppe nazionali | Coppe continentali | Coppe continentali | Coppe continentali | Altre coppe | Altre coppe | Altre coppe | Totale | Totale |
| Stagione        | Squadra         | Comp            | Pres       | Reti       | Comp            | Pres            | Reti            | Comp               | Pres               | Reti               | Comp        | Pres        | Reti        | Pres   | Reti   |
| --------------- | --------------- | --------------- | ---------- | ---------- | --------------- | --------------- | --------------- | ------------------ | ------------------ | ------------------ | ----------- | ----------- | ----------- | ------ | ------ |
| 2021-2022       | Lommel          | D2              | 6          | 0          | CB              | 1               | 0               |                    | -                  | -                  |             | -           | -           | 7      | 0      |
| 2022-2023       | Lommel          | D2              | 17         | 3          | CB              | 0               | 0               |                    | -                  | -                  |             | -           | -           | 17     | 3      |
| 2023-2024       | Lommel          | D2              | 33+2       | 4+0        | CB              | 0               | 0               |                    | -                  | -                  |             | -           | -           | 35     | 4      |
| 2024-2025       | Heracles Almelo | ED              | 4          | 0          | CO              | 0               | 0               |                    | -                  | -                  |             | -           | -           | 4      | 0      |
| Totale carriera | Totale carriera | Totale carriera | 62         | 7          |                 | 1               | 0               |                    | -                  | -                  |             | -           | -           | 63     | 7      |

### Cronologia presenze e reti in nazionale
| Cronologia completa delle presenze e delle reti in nazionale ― Finlandia | Cronologia completa delle presenze e delle reti in nazionale ― Finlandia | Cronologia completa delle presenze e delle reti in nazionale ― Finlandia | Cronologia completa delle presenze e delle reti in nazionale ― Finlandia | Cronologia completa delle presenze e delle reti in nazionale ― Finlandia | Cronologia completa delle presenze e delle reti in nazionale ― Finlandia | Cronologia completa delle presenze e delle reti in nazionale ― Finlandia | Cronologia completa delle presenze e delle reti in nazionale ― Finlandia |
| Data                                                                     | Città                                                                    | In casa                                                                  | Risultato                                                                | Ospiti                                                                   | Competizione                                                             | Reti                                                                     | Note                                                                     |
| ------------------------------------------------------------------------ | ------------------------------------------------------------------------ | ------------------------------------------------------------------------ | ------------------------------------------------------------------------ | ------------------------------------------------------------------------ | ------------------------------------------------------------------------ | ------------------------------------------------------------------------ | ------------------------------------------------------------------------ |
| 4-6-2024                                                                 | Lisbona                                                                  | Portogallo                                                               | 4 – 2                                                                    | Finlandia                                                                | Amichevole                                                               | -                                                                        |                                                                          |
| 7-6-2024                                                                 | Glasgow                                                                  | Scozia                                                                   | 2 – 2                                                                    | Finlandia                                                                | Amichevole                                                               | -                                                                        | 68’                                                                      |
| Totale                                                                   |                                                                          | Presenze                                                                 | 2                                                                        |                                                                          | Reti                                                                     | 0                                                                        |                                                                          |